# Ethnikos Gymnastikos Syllogos
Ethnikos Gymnastikos Syllogos oder Ethnikos Athen ist einer der ältesten Sportvereine in Griechenland. Der Verein wurde 1893 gegründet. Der Mannschaftsleiter war Ioannis Chrysafis. Bekannte Mitglieder waren Ioannis Mitropoulos, Dimitrios Loundras, Filippos Karvelas und etwa 15 weitere, unbekannte Sportler.
Der Sportclub nahm im Turnen an den Olympischen Sommerspielen 1896 teil. Sie traten im Wettbewerb Barren für Mannschaften an und wurden Dritte von drei Mannschaften.